# Àcid 4-aminobenzoic
L'àcid 4-aminobenzoic, també conegut com a àcid p-aminobenzoic o para-aminobenzoic (PABA), és un compost orgànic de fórmula molecular de C₇H₇NO₂, caracteritzat per ser una pols cristaŀlina de color blanquinós, inodora, de sabor amarg i lleugerament soluble en aigua. L'estructura química de la molècula consisteix en un anell de benzè lligat a un grup amino i un grup carboxil.

## Usos
El PABA és essencial per al metabolisme d'alguns bacteris i de vegades és designat com vitamina B10. No és essencial per al metabolisme dels éssers humans, per tant no es considera una vitamina en ells, però, s'empra en productes de protecció solar sota el nom de vitamina Bx. En forma de sal potàssica, s'indica en alguns trastorns fibròtics de la pell.